# Pandua
Pandua là một thị trấn thống kê (census town) của quận Hugli thuộc bang Tây Bengal, Ấn Độ.

## Địa lý
Pandua có vị trí 23°05′B 88°17′Đ / 23,08°B 88,28°Đ Nó có độ cao trung bình là 19 mét (62 feet).

## Nhân khẩu
Theo điều tra dân số năm 2001 của Ấn Độ, Pandua có dân số 27.126 người. Phái nam chiếm 51% tổng số dân và phái nữ chiếm 49%. Pandua có tỷ lệ 67% biết đọc biết viết, cao hơn tỷ lệ trung bình toàn quốc là 59,5%: tỷ lệ cho phái nam là 72%, và tỷ lệ cho phái nữ là 62%. Tại Pandua, 12% dân số nhỏ hơn 6 tuổi.